# Peperomia magnifoliiflora
Peperomia magnifoliiflora är en pepparväxtart som beskrevs av G.Mathieu. Peperomia magnifoliiflora ingår i släktet peperomior, och familjen pepparväxter. Inga underarter finns listade i Catalogue of Life.